# Pallacanestro Reggiana
Maillots
Le Pallacanestro Reggiana, plus communément appelé Reggio Emilia est un club italien de basket-ball issu de la ville de Reggio d'Émilie (Émilie-Romagne). Le club participe à la Serie A soit la plus haute division du championnat italien.

## Autres noms
Comme bon nombre de clubs italiens de basket-ball, le Pallacanestro Reggianna a connu différents noms, des sponsors voulant faire partie de la dénomination officielle. Ainsi on retrouve:
- 1985-1990 : Cantine Riunite Reggio Emilia
- 1990-1993 : Sidis Reggio Emilia
- 1994-1995 : Cer.Campeginese ou Metasystem Reggiana
- 1995-1996 : Reggiana
- 1996-1998 : Cfm Reggio Emilia
- 1998-1999 : Zucchetti Reggio Emilia
- 1999-2007 : Bipop Carire Reggio Emilia
- 2007-2013 : Trenkwalder Reggio Emilia
- Depuis 2013 : Grissin Bon Reggio Emilia

## Bilan sportif

### Palmarès
| Compétitions nationales | Compétitions internationales             |
| - Championnat d'Italie : - Finaliste (2) : 2015, 2016. - Championnat d'Italie de D2 : - Vainqueur (2) : 2004, 2012. - Coupe d'Italie : - Finaliste (1) : 2005. - Supercoupe d'Italie : - Vainqueur (1) : 2015. | - EuroChallenge : - Vainqueur (1) : 2014 |

## Joueurs et personnalités du club

### Entraîneurs
- ?-1981 :  Raimondo Vecchi
- 1981-1983 :
- 1983-1986 :  Gianfranco Lombardi
- 1986-1987 :  Cesare Pancotto
- 1987-1989 :  Piero Pasini
- 1989-1991 :  Joe Isaac
- 1991-1992 :
- 1992-1994 :  Virginio Bernardi
- 1994-1995 : / Zare Markovski
- 1995-1997 :
- 1997-2000 :  Gianfranco Lombardi
- 2000-2002 :
- 2002 :  Sandro Dell'Agnello
- 2002-2003 :  Luca Dalmonte
- 2003-2004 :
- 2004-2006 :  Fabrizio Frates
- 2004-2006 :  Renato Pasquali
- 2006-2007 :  Massimiliano Menetti
- 2007-2009 :  Franco Marcelletti
- 2009-2010 :  Alessandro Ramagli
- 2010 :  Alessandro Finelli
- 2010 :  Piero Coen
- 2010-2011 :  Fabrizio Frates
- 2011-2018 :  Massimiliano Menetti
- 2018-2019 :  Devis Cagnardi (it)
- 2019 :  Stefano Pillastrini (it)
- 2019-2020 :  Maurizio Buscaglia
- 2020-2021 :  Antimo Martino (it)
- 2021-2022 :  Attilio Caja (it)
- 2022 :  Massimiliano Menetti
- 2022-2023 : / Dragan Šakota
- depuis 2023 :  Dimitrios Priftis (en)

### Joueurs emblématiques
- Gianluca Basile
- Andrea Cinciarini
- Pietro Aradori
- Nicolò Melli
- Joe Bryant
- Robert Hite
- Robert Morse
- James White (basket-ball)
- Yann Bonato
- Vasco Evtimov
- Rimantas Kaukėnas
- Darjuš Lavrinovič
- Teemu Rannikko
- Steve Bucknall